# Mallochohelea hamata
Mallochohelea hamata är en tvåvingeart som beskrevs av Meillon och Wirth 1987. Mallochohelea hamata ingår i släktet Mallochohelea och familjen svidknott.
Artens utbredningsområde är Madagaskar. Inga underarter finns listade i Catalogue of Life.